# NGC 5550
NGC 5550 est une galaxie spirale barrée située dans la constellation du Bouvier. Sa vitesse par rapport au fond diffus cosmologique est de 7 697 ± 17 km/s, ce qui correspond à une distance de Hubble de 113,5 ± 8,0 Mpc (∼370 millions d'al). NGC 5550 a été découverte par l'astronome britannique John Herschel en 1831.
NGC 5550 présente une large raie HI.
À ce jour, trois mesures non basées sur le décalage vers le rouge (redshift) donnent une distance de 122,667 ± 6,185 Mpc (∼400 millions d'al), ce qui est à l'intérieur des valeurs de la distance de Hubble. Notons cependant que c'est avec la valeur moyenne des mesures indépendantes, lorsqu'elles existent, que la base de données NASA/IPAC calcule le diamètre d'une galaxie et qu'en conséquence le diamètre de NGC 5550 pourrait être d'environ 42,9 kpc (∼140 000 al) si on utilisait la distance de Hubble pour le calculer.

## Supernova
La supernova SN 2004cu a été découverte dans NGC 5550 le 24 juin 2004 par une équipe d'astronomes dans le cadre du programme conjoint LOSS/KAIT (Lick Observatory Supernova Search de l'observatoire Lick et The Katzman Automatic Imaging Telescope de l'université de Californie à Berkeley. Le type de cette supernova n'a pas été déterminé.

## Groupe de NGC 5532
Selon Abraham Mahtessian, NGC 5550 fait partie du groupe de NGC 5532, la galaxie la plus brillante de ce groupe. Ce groupe de galaxies compte au moins quatre membres. Les quatre autres galaxies du groupe sont NGC 5463, NGC 5532, et NGC 5482.
À ces quatre galaxies, il faudrait peut-être ajouter la galaxie LEDA 3819530 dont on peut trouver les renseignements sur la base de données NASA/IPAC en utilisant la désignation NGC 5463B. La distance de Hubble de cette galaxie est égale à 112,42 ± 7,78 Mpc (∼367 millions d'al). Étant donné les incertitudes de ces valeurs, NGC 5463 et NGC 5463B forment possiblement un couple physique et selon l'image obtenue des données du relevé SDSS, ces deux galaxies semblent même être en interaction gravitationnelle.